# Sv-262 ドラケンIII
Sv-262 ドラケンIII （エスブイ にいろくに ドラケン スリー / Draken III） は、2016年に放送されたテレビアニメ『マクロスΔ』、および2018年に公開されたアニメーション映画『激情のワルキューレ』、2021年に公開された『絶対LIVE!!!!!!』に登場する架空の兵器。「バルキリー」の通称で呼ばれる可変戦闘機（ヴァリアブル・ファイター、VF）の一つで、ファイター（航空機）とバトロイド（人型ロボット）、両者の中間形態であるガウォークの三形態に変形する。
劇中では辺境の星系国家「ウィンダミア王国（風の王国）」の主力機として登場し、主人公たちが所属する「ケイオス」や「新統合政府」と敵対する。愛称（ペットネーム）の「ドラケン」はスウェーデン語で「竜（ドラゴン）」を意味し、デザインモチーフとなった実在のスウェーデン製戦闘機「サーブ 35 ドラケン」にちなんで名付けられた。
メカニックデザインは、総監督でもある河森正治。

## 概要

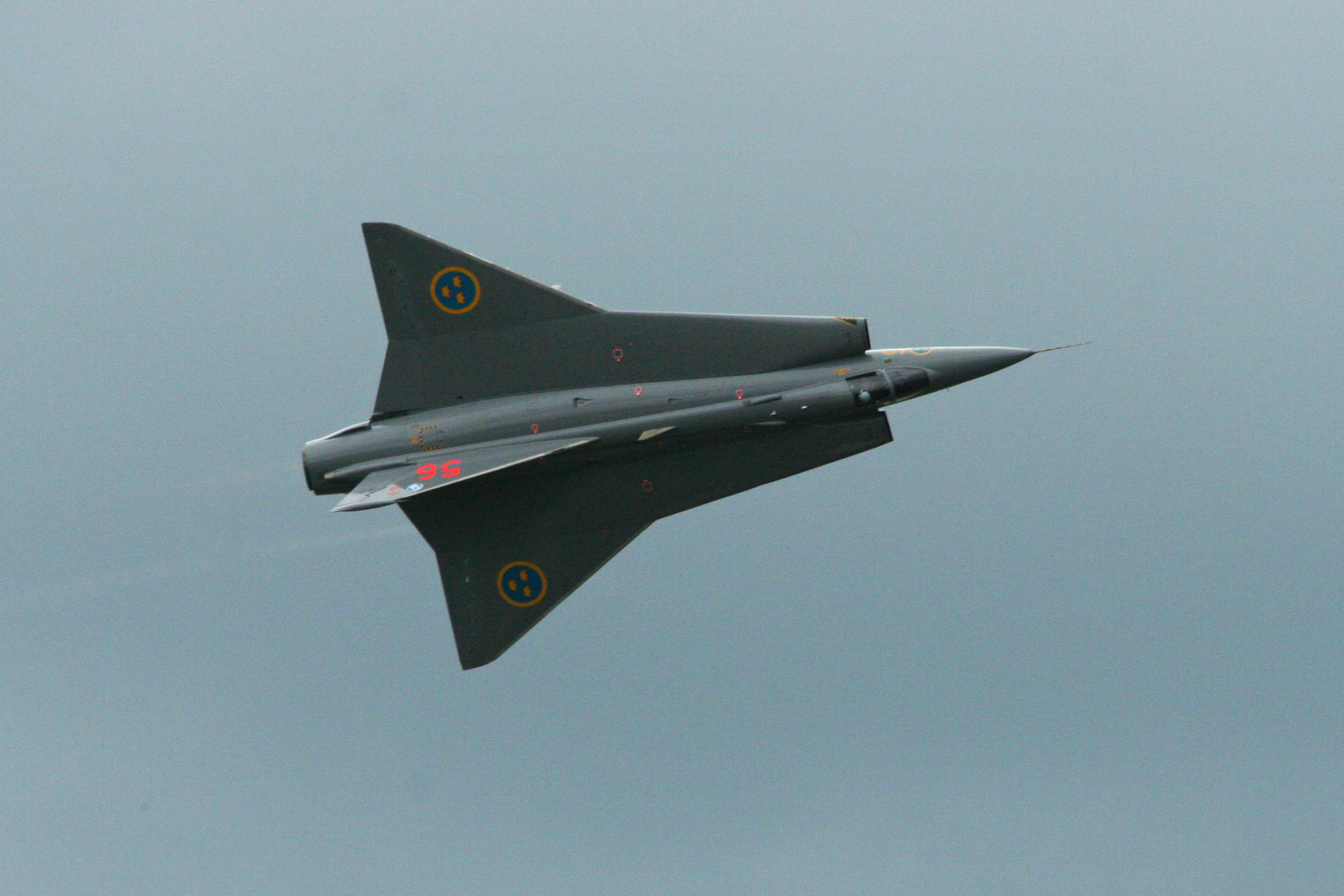
Sv-262のデザインモチーフとされたサーブ 35 ドラケン

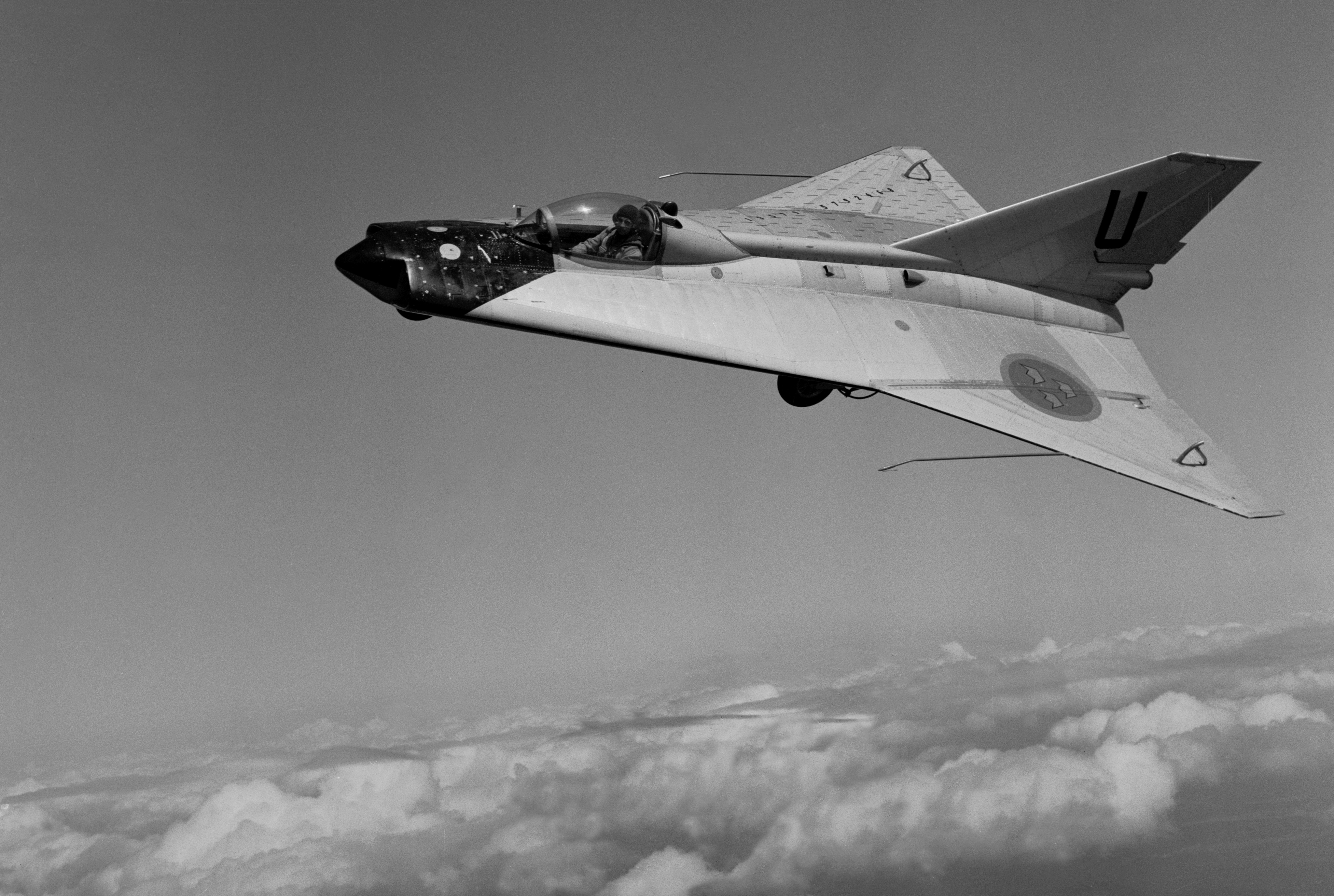
サーブ 210（リルドラケン）

主人公のハヤテ・インメルマンらが所属するケイオス側の機体「VF-31 ジークフリード」のライバル機。前作『マクロスF』でライバル機同士だった「VF-25 メサイア」と「VF-27 ルシファー」はほぼ同じ変形機構を持つ姉妹機だったが、『マクロスΔ』ではSv-262側のデザインと変形機構を別系統とすることでVF-31との差別化を強めている。
デザインを手がけた河森は「本当の意味で、「VF-1 バルキリー」以来もっとも革新的な変形機構の機体」と語っており、その仕組みは『マクロスΔ』製作発表時より秘匿されていた。最初はファイター形態のみが公開され、第3話まではガウォーク形態、第4話終盤でバトロイド形態の姿が明かされる。オープニングテーマ中の変形シーンも、第4話まではガウォーク形態止まりだが、第5話以降はガウォーク形態からバトロイド形態へ変形するシーンに差し替えられている。
ファイター形態は、モチーフであるドラケンに似たダブルデルタ翼と単発のエンジンノズルが最大の特徴。従来のVFデザインの基本は「2枚の垂直尾翼を持つ双発機」だったが、そのままでは従来機との差別化が難しいと感じた河森は、「両脚のノズル2基を中央で合わせることで単発機に見せる」というアイデアを思いついた。両腕は両脚の間に直列に収納され、ガウォーク形態への変形時に基部シャフトが旋回しながらせり出してくる。変形機構の模索にあたっては、従来からのファンにどのパーツがどの部位となるか見破られないよう、さまざまなフェイクやトリックが織り交ぜられている。両腕の収納もその一環で、ただ直列にしたのでは機体後部からはみ出して位置がばれてしまうため、後ろ側となる左前腕を下面に折ることで帳尻を合わせている。さらに、右前腕となる上面中央部に機銃を内蔵することで、この部分が従来機のように頭部に変形すると誤認させるよう仕向けている。
従来作品の機体と同様にラインマーキングやパーソナルマークでパイロットごとの個性を出しているが、あまりカラフルにしてもわかりづらいという理由から、VF-31よりも控え目に止められている。カラーリングは天神英貴が担当し、往年のロータスF1マシンのJPSカラー（ゴールド×ブラック）を参考にしている。
型式番号の「Sv」は、『マクロス ゼロ』に登場する反統合同盟勢力の主力機「SV-51」に連なる。およそ60年前の統合戦争当時、反統合同盟側へ技術提供していた組織がベースになっており、「統合戦争後に開発が凍結され、開発技術者たちは各メーカーへ散り散りになっていたが、十数年前に凍結が解除され、技術者たちが再集結してSv-262を開発した」「統合軍より技術的に優れているといまだに信じており、辺境のウィンダミアに加担して持ち込んだ」というバックストーリーが想定されている。数字ナンバーの「262」はメッサーシュミット Me262を想起させるが、河森は「SV-51から2世代ほど進んだイメージで付けた」「単純に数字を上げていくとVFシリーズと似たナンバーになるため、それを避けた」と述べている。
両翼のブースターを兼ねる小型支援機「リル・ドラケン」は、実機のドラケンの小型技術実証機「サーブ 210」の通称「Lilldraken（小ドラケン）」にちなんでいる。

## 機体解説
第二次ウィンダミア独立戦争時のウィンダミア王国軍主力VF。巨大財閥「イプシロン財団」傘下の航空機メーカー「ディアン・ケヒト社」が生産している機体で、設計はゼネラル・ギャラクシー社（GE社）から引き抜かれた「SV・ワークス」が手がけている。S・VワークスはGE社の創設者「アレクセイ・クラーキン」の遺志を継ぐチームで、そのスタッフのなかにはかつて「SV-51」を開発した元・反統合同盟の技術者も含まれている。型式番号の「Sv」は「Slayer Valkyrie（スレイヤー・バルキリー）」もしくは「Slayer VF」、すなわち「対VF用VF」を意味するとされ、敵VFの迎撃や拠点防衛を担う局地戦闘機として設計されている。
ファイター形態時は「VF-17 ナイトメア」系列のように脚部を横に寝かせて収納しているが、足首となるエンジンノズルを中央で密着させることで単発機のような外見を作り出している。新統合軍側の機体は基本的に両腕を並列に収納しているが、本機ではドーサルスパインの前半分を右腕、後半分を左腕とした直列配置を採用している。両腕は回転式のシャフトパーツで接続されており、変形時は機首側に沿うかたちで肩甲骨を形成する。主翼は変形時に裏表が反転し、ガウォーク形態では外翼がやや下方に折れ曲がる。バトロイド形態時は左右のインテーク前縁同士が密着して胸部を構成し、機首は内蔵されたカメラが展開されて頭部となる。
この特殊な変形機構を採用したことで推力の一点集中化と機体強度の向上がなされ、同時期のVFのなかでも上昇力、加速性能、機動性に優れている。その一方で燃料搭載スペースが小さくなっており、機内燃料に依存する大気圏外での航続距離は短い。ただし、この欠点は増槽とブースターを兼ねた無人支援戦闘機「LD-262 リル・ドラケン」を装着することで、ある程度の改善が図られている。
さらに特徴的な機構として、惑星ウィンダミアIVから産出される鉱石「フォールドクォーツ」を利用した短時間限定の推力増強システム「リヒート・システム」を搭載。「VF-31 ジークフリード」にされた同系統システム「フォールドウェーブシステム」よりも完成度は劣っているが、推力のみに機能を特化することで倍近いブースト能力を得ている。
強力な電子ジャミング機能を搭載しており、外装の塗色やマーキングを偽装する光学ステルスシステムも備えている。
コクピットは非透過選択式の装甲キャノピーを採用しており、バトロイド形態と同様に外部カメラの映像をコクピット内壁に投影する方式となっている。キャノピー表面には搭乗する空中騎士団のパイロット各々の家紋が描かれている。同時期のVFに普及している耐Gシステム「ISC」を標準装備しているが、高い身体能力を持つウィンダミア人の搭乗を前提としているため、地球製VFに採用された「EX-ギア（エクスギア）」ではなく、通常の射出シートを採用している。

### 武装・オプション
マウラーROV-76 対空ビーム機銃
機首の両側に計2門を装備。バトロイド形態時は頭部左右のアンテナ先端に位置する。
ラミントンLM-27C 27mmリニアレールマシンガン（ミニガンポッド）
キャノピー後方に2門を装備。バトロイド形態時は右前腕に位置し、射撃時は砲身がせり上がる。
ゼネラル・ギャラクシーGBP-35A ビームガンポッド
主武装の携行式ビーム砲。ファイター形態時の底面に半没した状態で装備され、射撃時は砲身がせり上がり旋回砲塔として機能する。ガウォーク形態時は機体上面に砲身が移動する。
防弾シールド
「VF-11 サンダーボルト」以降のVFの多くが標準装備している防御兵装。本機の場合は、ファイター形態時の単尾翼が左右に開いて左腕のシールドとなる。
ビフォーズAIMM-4Aカスタム マイクロミサイルポッド
左右エンジンブロックの上下（バトロイド形態時の脚部両側面）に追加装備される。
DAS-03k アサルトソード（ドラケンファング）
Hs型の右脚部に格納される折りたたみ式の長剣。機内に収める制約上、極力軽量に設計されているが、刀身部にエネルギー転換装甲を使用することで充分な強度を得ている。グリップ部に内蔵されたエネルギーキャパシターの容量の限界から、装甲の稼働時間は3分前後に限られるが、機体のマニピュレーターから直接エネルギーを供給することでそれ以上の稼働も可能となっている。
『激情のワルキューレ』では、一般機のBa型も使用する。
LD-262S リル・ドラケン
機体の増加ブースターを兼ねる、半自立型AI制御式の無人支援戦闘機、いわゆるゴーストの派生機でもある。垂直に折り畳んだ母機の主翼両端に連結され、縦方向への推力偏向ノズルとして機能する。機体上面は母機と同じエネルギー転換装甲に覆われているが、単体ではエネルギー容量が小さいため稼働せず、母機との連結時にのみ左右の増加装甲として機能する。武装は機首上面のマイクロミサイルランチャー4基と、先端部の30mmビーム砲1門。ビーム砲は広域フォールド波ジャミング装置に換装可能で、母機からの分離時は機体が3機に分身したかのように欺瞞する。ファイター形態での装着時はリル・ドラケンが地面に干渉するため、着陸時はガウォーク形態となる必要がある。
『激情のワルキューレ』ではSv-262とVF-31の装備が共通規格という設定が追加され、ハヤテ・インメルマンがメッサー・イーレフェルトから受け継いだVF-31Fの両翼に装着して運用される。

## バリエーション
Sv-262Ba
標準型。ダブルデルタ翼を採用。カラーリングは濃緑に白のラインマーキング。
ミラージュ・ファリーナ・ジーナス機
『激情のワルキューレ』に登場。ケイオス・ラグナ支部Δ小隊パイロットのミラージュ・ファリーナ・ジーナスが、ウィンダミアの格納庫から奪ったBa型を自身の乗機としたもの。もとは一般機と同じカラーだが、強奪時にミラージュの識別コードが入力され、機体色がパーソナルカラーの赤紫に変化する。性能は強奪前と変わらない。

Sv-262Hs
指揮官機。通信・索敵能力の強化に伴い機首がBa型よりも延長され、バトロイド形態時はツインアイ型のメインカメラと触覚状のレーザー機銃内蔵型アンテナ2基を展開したアヌビス神のような頭部形状となる。このアンテナは、ウィンダミア人特有の外部器官である「ルン」をイメージしている。パワーバンドもBa型より高出力に調整され、惑星ウィンダミアIVのプロトカルチャー遺跡から出土した王家由来の大型フォールドクォーツを組み込むことで、リヒート・システムの出力も向上している。この出力向上に対応するため、主翼の外翼部分がドッグトゥースを伴った三角形状に大型化している。
キース・エアロ・ウィンダミア機
「ダーウェントの白騎士」の称号を持つ空中騎士団のエースパイロット、キース・エアロ・ウィンダミアの専用機。カラーリングは濃紺に金のラインマーキング。本来、白騎士の搭乗機は白銀色に塗装されるのが通例だが、新統合政府打倒のために悪意ある行為も辞さないという決意表明と、その行為によって白騎士の称号を汚さないようにあえてこのカラーリングを採用している。
ロイド・ブレーム機
ウィンダミア王国宰相にして空中騎士団聖騎士長であるロイド・ブレームの専用機。カラーリングは白にキース機と同パターンの金のラインマーキング。『マクロスΔ』第26話および『激情のワルキューレ』に登場し、遠隔操縦によりキース機と交戦する。
ボーグ・コンファールト機
『絶対LIVE!!!!!!』に登場。新統合軍とウィンダミア王国との休戦条約締結後、失われた白騎士に替わる「赤騎士」の称号を拝命したボーグ・コンファールトが搭乗する機体。機体色は称号にならった赤。

## 商品化
DX超合金 Sv-262 ドラケンIII
バンダイコレクター事業部から発売される変形玩具商品。変形の難易度は高いながらも、差し替えなしでの完全変形を実現している。ほかにも、見栄えを優先した大型手首パーツ数種や、飛行状態を再現するための展示ベースも同梱される。Hs型が2017年3月に発売。さらに、オンライン通販サイト「プレミアムバンダイ」の魂ウェブ商店限定商品として、拡張パーツである「リル・ドラケン&ミサイルポッド」が発売された。さらにこのセットには、リル・ドラケン用の展示ベースと、最終話でHs型が使用するアサルトソード、見栄えを優先した非変形の左腕シールドが同梱される。2024年8月23日にはプレミアムバンダイで『絶対LIVE!!!!!!』に登場するHs型ボーグ機の予約受付が開始された。
プラモデル 1/72スケール　Sv-262 ドラケンIII
バンダイホビー事業部から発売される可変モデル。ごく一部に差し替えパーツが存在するものの、各形態のプロポーションを維持しつつ、ほぼ劇中どおりの変形を実現している。Hs型が2016年8月、追加オプションセットである「リル・ドラケン＋ミサイルポッド」が同年11月、ボーグ仕様のBa型が2017年3月、ロイド仕様のHs型が同年9月に発売。Ba型には、ほかの空中騎士団メンバーのマーキングデカールとシールに加え、キース機用のアサルトソードが付属する。ロイド機には、美雲・ギンヌメールの特製デカールが付属する「デカルチャーVer.」となり、キース機には付属しなかったアサルトソードも同梱される。
プラモデル メカコレクション マクロスシリーズ Sv-262 ドラケンIII ファイターモード
バンダイホビー事業部から発売されるファイター形態固定の廉価モデル。Hs型が2016年5月、ボーグ仕様のBa型が11月、ヘルマン/カシム仕様のBa型が12月、テオ/ザオ仕様のBa型が2017年2月に発売。
プラモデル 1/72スケール Sv-262 ドラケンIII“マクロスΔ”
ハセガワより発売されるファイター形態固定モデル。変形機構を廃したぶん、バンダイ製よりも安価かつ実在の航空機に近いプロポーションとなっている。Hs型が2016年11月、ボーグ/ヘルマン仕様のBa型が2017年2月、リル・ドラケン＋脚部ミサイルポッド装着型のHs型が同年7月に発売。
プラモデル 技MIX 1/144スケール Sv-262 ドラケンIII
トミーテックから発売される彩色済み組立てモデル。ファイター形態とバトロイド形態の2種類が存在し、双方のパーツを抜き出して組むことでガウォーク形態も再現可能。塗装の手間が掛からないぶん、他社製のプラモデルよりも高価な商品となっている。Hs型が2016年10月に発売。